# Cyrtinus penicillatus
Cyrtinus penicillatus là một loài bọ cánh cứng trong họ Cerambycidae.